# Maler des Aryballos Louvre E 380
Der Maler des Aryballos Louvre E 380 (tätig im 3. Viertel des 7. Jahrhunderts v. Chr. in Korinth) war ein spätprotokorintischer Vasenmaler. Seinen Notnamen erhielt er nach dem Aryballos E 380 im Pariser Louvre.

## Werke
- Basel, Antikenmuseum und Sammlung Ludwig

Spitzaryballos BS 1921.352 • Spitzaryballos BS 1921.353
- Paris, Musée National du Louvre

Aryballos E 380 • Aryballos E 380bis